# Bătălia de la Mohács (1687)
Bătălia de la Mohács (cunoscută, de asemenea, și sub numele de Lupta de pe muntele Harsány), s-a dat între forțele Imperiului Otoman sub comanda sultanului Mehmed al IV-lea și cele ale Imperiului Habsburgic, comandate de ducele Carol de Lorena. 

## Bătălia
Comandantul otoman Süleyman Pașa a decis următoarea strategie: mamelucii s-au pregătit să atace flancul stâng, mercenarii balcanici urmau să învăluie ariergarda pornind din flancul drept, iar turcii otomani, bine echipați, au primit ordin să  atace în centrul armatei habsburgice, cu speranța de a trece prin ea. 
Cei aproximativ 800 de turci, conduși de însuși Süleyman Pașa, au atacat și zdrobit centrul armatei habsburgice, aceasta susținând pierderi mari, circa 5.000-8.000 de soldați fiind uciși în timpul acestui atac, în timp ce mamelucii și mercenarii balcanici au dat năvală pe cele două flancuri. Însă armata otomană nu a reușit să reziste mult timp, deși avea o considerabilă superioritate numerică. Mamelucii și-au pierdut poziția și au suferit pierderi imense, în timp ce mercenarii balcanici au fost cuprinși de panică. 
Turcii otomani au fost distruși în totalitate, inclusiv Süleyman Pașa a pierit în luptă, deoarece prin retragerea mamelucilor și a mercenarilor, au fost total depășiți ca număr. Habsburgii au fost victorioși, având doar 15.000-18.000 de morți și răniți.    

## Consecințe
Bătălia a avut ca rezultat o înfrângere zdrobitoare a otomanilor, distrugând ambițiile acestora de a continua extinderea Imperiului înspre vestul Europei. După bătălie, armata otomană s-a revoltat și sultanul Mehmed al IV-lea a fost detronat. Timp de un an de zile Imperiul Otoman a fost paralizat, iar trupele Împăratului Leopold au fost gata de a captura Belgradul și de a pătrunde adânc în inima Balcanilor.